# К
К, к は、キリル文字のひとつ。ギリシア文字のΚ（カッパ）に由来し、ラテン文字のKに相当する文字である。字形はラテン文字のKと形は似ているものの細部が異なり、小文字は大文字を縮小した形である。
対応するグラゴル文字は (kako、カコ)である。

## 呼称
- ロシア語: ка（カー）
- ウクライナ語：カー
- ブルガリア語：ク
- キルギス語：カー

## 音素
原則として/k/を表す。

## アルファベット上の位置
ロシア語・ベラルーシ語の第 12 字母、ウクライナ語の第 15 字母、ブルガリア語の第 11 字母である。

## Кに関わる諸事項
- ロシア語では к 一文字で、与格を伴って「〜の方に」を表す前置詞を表す。

## 符号位置
| 大文字 | Unicode | JIS X 0213 | 文字参照        | 小文字 | Unicode | JIS X 0213 | 文字参照        | 備考 |
| ------ | ------- | ---------- | --------------- | ------ | ------- | ---------- | --------------- | ---- |
| К      | U+041A  | 1-7-12     | &#x41A; &#1050; | к      | U+043A  | 1-7-60     | &#x43A; &#1082; |      |